# Jabllanica e Madhe
Jabllanica e Madhe (albanisch auch Jabllanicë e Madhe; serbisch Велика Jaбланица Velika Jablanica) ist ein Dorf im Norden der Gemeinde Peja.
Das Dorf zählt 827 Einwohner (Stand 2011) und besitzt eine kleine Moschee aus dem 15. Jahrhundert.

## Bevölkerung
Von den 827 Einwohnern des Dorfes sind 825 (99,75 %) Albaner. Über die Nationalität der restlichen zwei (0,25 %) Einwohner ist nichts bekannt.
| Volkszählung | 1948 | 1953 | 1961 | 1971 | 1981 | 1991 | 2011 |
| ------------ | ---- | ---- | ---- | ---- | ---- | ---- | ---- |
| Einwohner    | 464  | 555  | 584  | 726  | 878  | 882  | 827  |

## Geografie
Das Dorf liegt in einem kleinen Tal an den Südhängen der Mokra Gora. Im nächsten Tal östlich liegt das Nachbardorf Jabllanica e Vogël.
Einige Kilometer südwestlich befindet sich die Quelle des Weißen Drins.
Die Regionalstraße R-106 passiert das Dorf im Südwesten und verbindet über die Berge Rožaje (albanisch Rozhajë) über den Grenzpunkt Zhleb mit Peja.